# Scopula cajanderi
Scopula cajanderi là một loài bướm đêm trong họ Geometridae.